# Рам Соффер
Рам Соффер (нар. 6 вересня 1965) – ізраїльський шахіст, гросмейстер від 1994 року.

## Шахова кар'єра
У міжнародних турнірах почав брати участь в другій половині 1980-х років. 1990 року виступив на зональному турнірі (відбіркового циклу чемпіонату світу в Берні, де посів 7-ме місце. 1993 року переміг (разом із, зокрема, Майклом Оратовскі) в Тель-Авіві і посів 2-ге місце (позаду Валерія Логінова) на регулярному турнірі First Saturday (FS06 GM) в Будапешті, а на наступному подібному турнірі (FS09 GM) поділив 3-тє місце (позаду Валерія Логінова і Вадима Мілова, разом з Петером Лукачем). 1994 року поділив 5-6-те місце у фіналі чемпіонату Ізраїлю і переміг (разом з Роненом Левом) у Тель-Авіві. Наприкінці 1990-х років досягнув чергових успіхів на турнірах First Saturday: у 1998 році поділив 1-ше місце (FS08 GM, разом з Петером Лукачем), а 1999 року посів 2-ге місце (FS10 GM, позаду Бу Сянчжі). Починаючи 2000 року в турнірах під егідою ФІДЕ бере участь дуже рідко.
Найвищий рейтинг Ело в кар'єрі мав станом на 1 січня 1995 року, досягнувши 2535 очок ділив тоді 9-10-те місце серед ізраїльських шахістів.
1998 року став другим в історії (після Джонатана Местела) гросмейстером у класичних шахах, який отримав ще й титул гросмейстера в галузі розв'язання шахових задач. У рейтинговому списку з вирішення завдань станом на 1 квітня 2014 року займав 6-те місце у світі, маючи 2682 балів.

## Зміни рейтингу
| На цьому місці має відображатися графік чи діаграма, однак з технічних причин його відображення наразі вимкнено. Будь ласка, не видаляйте код, який викликає це повідомлення. Розробники вже працюють для того, щоби відновити штатне функціонування цього графіка або діаграми. | |
| | На цьому місці має відображатися графік чи діаграма, однак з технічних причин його відображення наразі вимкнено. Будь ласка, не видаляйте код, який викликає це повідомлення. Розробники вже працюють для того, щоби відновити штатне функціонування цього графіка або діаграми. |